# Ginesa Ortega
Ginesa Ortega Cortés (Metz, 1967) est une chanteuse catalane de flamenco.

## Biographie
Ginesa Ortega naît à Metz en France. Sa famille s'installe peu après à Cornellá de Llobregat, où elle grandit. Elle a collaboré avec nombreux artistes et plusieurs institutions comme l'Orchestre du Théâtre Lliure (es), La Fura dels Baus ou Joan Manuel Serrat.

## Discographie
- Siento (1997).
- Oscuriá (1999).
- Por los espejos del agua (2002).
- Flamenca (2006).
- El amor brujo (2011).